# Lebong (Bengkulu)
Lebong ist ein indonesischer Regierungsbezirk (Kabupaten) in der indonesischen Provinz Bengkulu. Zum Jahresende 2023 leben hier auf 1.666,62 Quadratkilometern 114.146 Menschen. Der Verwaltungssitz des Kabupaten Lebong ist seit 2012 Tubei, davor war es Muara Aman.

## Geografie
Unter den zehn Verwaltungseinheiten der 2. Stufe (neun Kabupaten und die Kota) liegt Lebong auf Rang 5 (8,28 % der Fläche der Provinz Bengkulu).

### Lage
Der Kabupaten liegt nördlich des Zentrums der Provinz und grenzt im Norden an den Kabupaten Merangin (Provinz Jambi, dies ist mit ca. 20 km Länge die kürzeste Grenze), im Nordosten an den Kabupaten Musi Rawas Utara, im Osten an Musi Rawas (beide von der Provinz Sumatra Selatan), im Südosten an Rejang Lebong und im Südwesten (mit der längsten Grenze) an Bengkulu Utara. Es werden die Koordinaten zwischen 101° und 102° ö. L. sowie zwischen 2° 65′ und 3° 06′ s. Br. belegt.

### Wetter und Klima
Der Kabupaten liegt südlich des Äquator. Wie in ganz Indonesien herrscht hier tropisches Regenwaldklima (feuchttropisches Klima). Man unterscheidet eine trockene Jahreszeit (Juni bis September) und die Regenzeit (August bis November). Im Jahr 2020 lagen die Temperaturen zwischen 21,5 und 35,4 °C. Die Luftfeuchte lag im jährlichen Durchschnitt bei 77 %, im Februar bis April wurden sogar der Maximalwert (100 %) erreicht. Die jährliche Regenmenge 2020 betrug 4.272,5 mm, am meisten fiel im November (605,2 mm an 26 Tagen), am wenigsten im Juli (90,9 mm an 14 Tagen). Es gab 236 Regentage und die mittlere jährliche Sonnenscheindauer betrug 75,8 % (also 18 Stunden).

## Verwaltungsgliederung
Der Kabupaten Lebong gliedert sich in 12 Distrikte (indonesisch Kecamatan) mit 104 Dörfern, von denen 11 als Kelurahan städtischen Charakter tragen.
| Code 1   | Kecamatan Distrikt | Ibu Kota Verwaltungssitz | Fläche (km²) | Einw. Zensus 2010 2 | Volkszählung 2020 | Volkszählung 2020 | Volkszählung 2020 | Anzahl der       | Anzahl der |
| Code 1   | Kecamatan Distrikt | Ibu Kota Verwaltungssitz | Fläche (km²) | Einw. Zensus 2010 2 | Einw. 3           | 0Dichte 40        | Sex Ratio 5       | Desa / Kelurahan |            |
| -------- | ------------------ | ------------------------ | ------------ | ------------------- | ----------------- | ----------------- | ----------------- | ---------------- | ---------- |
| 17.07.01 | Lebong Utara       | Muara Aman               | 32,10        | 15.522              | 16.574            | 516,3             | 103,29            | 10 / 2           |            |
| 17.07.02 | Lebong Atas        | Tabeak Blau              | 36,00        | 4.410               | 5.839             | 162,2             | 110,34            | 6 / -            |            |
| 17.07.03 | Lebong Tengah      | Embong Panjang           | 70,79        | 10.078              | 11.014            | 155,6             | 105,87            | 10 / 1           |            |
| 17.07.04 | Lebong Selatan     | Tes                      | 211,69       | 13.490              | 15.066            | 71,2              | 106,44            | 6 / 4            |            |
| 17.07.05 | Rimbo Pengadang00  | Rimbo Pengadang00        | 85,71        | 4.653               | 4.651             | 54,3              | 102,57            | 5 / 1            |            |
| 17.07.06 | Topos              | Topos                    | 344,28       | 5.770               | 6.435             | 18,7              | 104,22            | 7 / 1            |            |
| 17.07.07 | Bingin Kuning      | Bungin                   | 86,89        | 9.631               | 10.598            | 122,0             | 105,35            | 9 / -            |            |
| 17.07.08 | Lebong Sakti       | Ujung Tanjung            | 88,69        | 8.296               | 9.197             | 103,7             | 100,24            | 9 / -            |            |
| 17.07.09 | Tubei              | Tanjung Agung            | 40,71        | 6.087               | 7.521             | 184,7             | 106,68            | 7 / 1            |            |
| 17.07.10 | Amen               | Amen                     | 17,28        | 6.826               | 8.386             | 485,3             | 102,46            | 9 / 1            |            |
| 17.07.11 | Uram Jaya          | Tangua                   | 42,95        | 5.084               | 5.438             | 126,6             | 102,23            | 7 / -            |            |
| 17.07.12 | Pinang Belapis     | Ketenong                 | 608,01       | 4.467               | 5.574             | 9,2               | 110,18            | 8 / -            |            |
| 17.07    | Kab. Lebong        | Kab. Lebong              | 1.665,28     | 94.314              | 106.293           | 63,8              | 104,80            | 93 / 11          |            |

## Demografie
Der Kabupaten liegt auf dem letzten Rang innerhalb der Provinz und beherbergt 5,44 % deren Einwohnerzahl. Die Bevölkerungsdichte (68,5 Einw. je km²) liegt im Mittelfeld der zehn Verwaltungseinheiten der 2. Stufe.
Der Frauenanteil hat sich zwischen den beiden Volkszählungen 2010 und 2020 sowie zum Jahresende nur unwesentlich verändert bzw. auf Werte zwischen 48,8 und 48,9 % eingepegelt.
| Jahr  | Gesamt- bevölkerung | Männer  | %      | Frauen  | %      |
| ----- | ------------------- | ------- | ------ | ------- | ------ |
| 02010 | 00094.314           | 050.762 | 051.16 | 048.453 | 048,84 |
| 02020 | 00106.293           | 054.393 | 051,17 | 051.900 | 048,91 |
| 02023 | 00114.146           | 058.359 | 051,13 | 055.787 | 048,87 |

Die vorherrschende Religion war und ist der Islam. 98,57 Prozent der Bevölkerung bekennen sich hierzu, zweitstärkste Religion ist das Christentum, das von 4,2 Promille der Einwohner (375 Protestanten, 103 Katholiken) praktiziert wird. Regionale Angaben bzw. Angaben über genutzte Gebäude lagen per Jahresende 2023 nicht vor.

### Soziale Daten 2020
| Merkmal                                                            | Lebong | 0Prov. Bengkulu0 |
| ------------------------------------------------------------------ | ------ | ---------------- |
| Bevölkerung unterhalb der Armutsgrenze (Tsd.)0                     | 013,97 | 302,58           |
| Anteil der „armen Bevölkerung“ (indonesisch Penduduk miskin) (%)00 | 011,85 | 15,03            |
| Arbeitslosenrate (%)                                               | 002,56 | 04,07            |
| Lebenserwartung bei der Geburt (Jahre)                             | 063,29 | 69,35            |
| HDI-Index                                                          | 067,01 | 71,40            |
| Analphabetenrate (in %, 15+ J.)                                    | 007,33 | 01,99            |
| Anteil der Altersgruppen                                           | 0Real0 | 0Prozentual0     |
| Kinder (<15 J.)                                                    | 26.550 | 24,98            |
| arbeitsfähige Bevölkerung (15–64 J.)                               | 73.562 | 69,21            |
| Rentner und Pensionäre (>65 J.)                                    | 06.181 | 05,82            |

## Geschichte
Der Kabupaten Lebong wurde gleichzeitig mit dem Kabupaten Kepahiang vom Kabupaten Rejang Lebong abgetrennt. Dabei gab der „Mutterbezirk“ 47 % seines Territoriums (1.929 von 4.110 km²) und 20 % seiner Einwohner (2003: 87.354 von 433.150) an den neuen Kabupaten Lebong mit seinen fünf Kecamatan Lebong Utara, Lebong Tengah, Rimbo Pengadang, Lebong Selatan und Lebong Atas ab.

### Aktuelle Daten der Bevölkerungsfortschreibung
Nachfolgende Tabelle gibt den Einwohnerstand nach Geschlecht vom Jahresende 2022 und 2023 wieder. Er resultiert aus den Ergebnissen der Fortschreibung durch die örtlichen Zivilregistrierungsbüros (Disdukcapil, indonesisch Dinas Kependudukan dan Pencatatan Sipil) und kann in einer interaktiven Karte abgerufen werden
| Kecamatan         | 31.12.2022 | 31.12.2022 | 31.12.2022 | Fläche km² | 31.12.2023 | 31.12.2023 | 31.12.2023 | 31.12.2023         | 31.12.2023          |
| Kecamatan         | 0Insg.     | männl.     | weibl.     | Fläche km² | 0Insg.     | männl.     | weibl.     | Dichte [Einw./km²] | Sex Ratio [M*100/F] |
| ----------------- | ---------- | ---------- | ---------- | ---------- | ---------- | ---------- | ---------- | ------------------ | ------------------- |
| Lebong Utara      | 17.310     | 8.778      | 8.532      | 22,16      | 17.483     | 8.874      | 8.609      | 788,9              | 103,08              |
| Lebong Atas       | 6.280      | 3.265      | 3.015      | 19,56      | 6.299      | 3.289      | 3.010      | 322,0              | 109,27              |
| Lebong Tengah     | 11.686     | 6.032      | 5.654      | 99,97      | 11.846     | 6.115      | 5.731      | 118,5              | 106,70              |
| Lebong Selatan    | 15.744     | 8.092      | 7.652      | 184,09     | 16.016     | 8.256      | 7.760      | 87,0               | 106,39              |
| Rimbo Pengadang00 | 5.005      | 2.520      | 2.485      | 145,57     | 5.091      | 2.577      | 2.514      | 35,0               | 102,51              |
| Topos             | 6.636      | 3.352      | 3.284      | 374,49     | 6.784      | 3.446      | 3.338      | 18,1               | 103,24              |
| Bingin Kuning     | 11.114     | 5.688      | 5.426      | 33,08      | 11.309     | 5.788      | 5.521      | 341,9              | 104,84              |
| Lebong Sakti      | 9.523      | 4.761      | 4.762      | 54,00      | 9.689      | 4.869      | 4.820      | 179,4              | 101,02              |
| Tubei             | 7.886      | 4.074      | 3.812      | 48,26      | 8.186      | 4.237      | 3.949      | 169,6              | 107,29              |
| Amen              | 9.209      | 4.634      | 4.575      | 14,79      | 9.382      | 4.732      | 4.650      | 634,3              | 101,76              |
| U Ram Jaya        | 5.745      | 2.891      | 2.854      | 78,89      | 5.866      | 2.955      | 2.911      | 74,4               | 101,51              |
| Pinang Belapis    | 6.043      | 3.139      | 2.904      | 595,69     | 6.195      | 3.221      | 2.974      | 10,4               | 108,31              |
| Kab. Lebong       | 112.181    | 57.226     | 54.955     | 1.670,55 1 | 114.146    | 58.359     | 55.787     | 68,3               | 104,61              |

## Verzeichnis der Kelurahan
Die nachfolgende Liste gibt den Einwohnerstand zum Jahresende 2022 (Semester II/2022) und genau ein Jahr später für die Kelurahan im Bezirk Lebong wieder. Innerhalb eines Jahres stieg die Einwohnerzahl der elf Kelurahan um 277 Einwohner.
Neben der Fläche und den Einwohnerzahlen sind auch deren Zugehörigkeiten zu den elf Kecamatan aufgeführt, ebenso die errechneten Ergebnisse der Bevölkerungsdichte (in Einw. je km²) sowie des Geschlechterverhältnisses (Sex Ratio). Als erste Spalte ist der Strukturcode des indonesischen Innenministeriums angegeben. Er gibt gleichfalls Aufschluss über die Zugehörigkeit der Dörfer zu den übergeordneten Verwaltungsebenen: Die ersten drei Zahlenpärchen werden durch Punkte getrennt und geben die Provinz, den Regierungsbezirk (Kabupaten) und den Distrikt (Kecamatan) an. Als letztes folgt nach einem weiteren Trennungspunkt der vierstellige „Dorfcode“ – wobei städtisch geprägte Kelurahan immer mit 1 und „normale“ (ländliche) Desa mit einer 2 beginnen. Die Statistikseiten von BPS (Badan Pusat Statistik) verwenden eine andere Nomenklatur, auf die hier nicht näher eingegangen werden soll, da sie nur bei den Volkszählungen Anwendung findet.
Wie bei vorstehender Tabelle entstammen alle Daten der Fortschreibung von den örtlichen Zivilregistrierungsbüros (Disdukcapil).
| Struktur- code | Kecamatan         | Kelurahan         | Bevölkerung am Jahresende 2022 | Bevölkerung am Jahresende 2022 | Bevölkerung am Jahresende 2022 | Bevölkerung am Jahresende 2022 | Bevölkerung am Jahresende 2023 | Bevölkerung am Jahresende 2023 | Bevölkerung am Jahresende 2023 | Bevölkerung am Jahresende 2023 | Bevölkerung am Jahresende 2023 |
| Struktur- code | Kecamatan         | Kelurahan         | Fläche (km²)                   | Gesamt                         | männlich                       | weiblich                       | Gesamt                         | männlich                       | weiblich                       | Dichte                         | Sex Ratio                      |
| -------------- | ----------------- | ----------------- | ------------------------------ | ------------------------------ | ------------------------------ | ------------------------------ | ------------------------------ | ------------------------------ | ------------------------------ | ------------------------------ | ------------------------------ |
| 17.07.01.1004  | Lebong Utara      | Kampung Jawa      | 0,66                           | 2.507                          | 1.259                          | 1.248                          | 2.545                          | 1.275                          | 1.270                          | 3.856,1                        | 100,39                         |
| 17.07.01.1006  | Lebong Utara      | Pasar Muara Aman  | 0,19                           | 1.236                          | 611                            | 625                            | 1.234                          | 616                            | 618                            | 6.494,7                        | 99,68                          |
| 17.07.03.1005  | Lebong Tengah     | Embong Panjang    | 0,57                           | 1.012                          | 519                            | 493                            | 1.000                          | 517                            | 483                            | 1.754,4                        | 107,04                         |
| 17.07.04.1002  | Lebong Selatan    | Tes               | 24,45                          | 3.137                          | 1.661                          | 1.476                          | 3.200                          | 1.699                          | 1.501                          | 130,9                          | 113,19                         |
| 17.07.04.1003  | Lebong Selatan    | Taba Anyar        | 8,25                           | 2.920                          | 1.445                          | 1.475                          | 2.972                          | 1.478                          | 1.494                          | 360,2                          | 98,93                          |
| 17.07.04.1004  | Lebong Selatan    | Mubai             | 7,97                           | 1.521                          | 807                            | 714                            | 1.545                          | 819                            | 726                            | 193,9                          | 112,81                         |
| 17.07.04.1005  | Lebong Selatan    | Turan Lalang      | 7,35                           | 1.628                          | 844                            | 784                            | 1.630                          | 850                            | 780                            | 221,8                          | 108,97                         |
| 17.07.05.1002  | Rimbo Pengadang00 | Rimbo Pengadang00 | 62,49                          | 1.308                          | 657                            | 651                            | 1.335                          | 681                            | 654                            | 21,4                           | 104,13                         |
| 17.07.06.1001  | Topos             | Topos             | 11,04                          | 1.147                          | 553                            | 594                            | 1.157                          | 570                            | 587                            | 104,8                          | 97,10                          |
| 17.07.09.1001  | Tubei             | Tanjung Agung     | 4,97                           | 1.190                          | 610                            | 580                            | 1.233                          | 632                            | 601                            | 248,1                          | 105,16                         |
| 17.07.10.1009  | Amen              | Amen              | 0,91                           | 1.603                          | 834                            | 769                            | 1.635                          | 856                            | 779                            | 1.796,7                        | 109,88                         |